# Chlorospatha atropurpurea
Chlorospatha atropurpurea är en kallaväxtart som först beskrevs av Michael T. Madison, och fick sitt nu gällande namn av Michael T. Madison. Chlorospatha atropurpurea ingår i släktet Chlorospatha och familjen kallaväxter.
Artens utbredningsområde är Ecuador. Inga underarter finns listade.